# Гопнер Серафима Іллівна
Го́пнер Серафи́ма Іллі́вна (26 березня [7 квітня] 1880, Херсон, Херсонська губернія, Російська імперія — 25 березня 1966, Москва, Російська РФСР, СРСР) — радянська партійна і державна діячка, секретар ЦК КП(б)У (1918), Герой Соціалістичної Праці (7.03.1960), доктор історичних наук (1934), член ЦК КП(б)У в листопаді 1927 — червні 1938 р.

## Життєпис
Народилася в Херсоні в родині дрібного торговця-єврея. Закінчила приватну жіночу гімназію. З 1901 року брала участь в нелегальних гуртках, розповсюджувала марксистську літературу.
член РСДРП(б) від 1903 року. Вчилася на юридичному факультеті жіночих курсів в Одесі і на літературному відділенні Паризького університету. У 1905 році — член, потім секретарка Катеринославського комітету РСДРП. Вела партійну роботу в Одесі і Миколаєві. У 1910 році емігрувала, була членом Паризької групи більшовиків. У 1916 році повернулася до Російської імперії. Після Лютневої революції 1917 — член Катеринославського комітету РСДРП(б), член та керівниця більшовицької фракції Катеринославської Ради робітничих депутатів і редакторка газети «Звезда». Делегат 7-й Всеросійської (Квітневої) конференції РСДРП(б).
З 9 вересня по 23 жовтня 1918 року — секретарка ЦК КП(б)У.
З січня 1919 року — заступниця народного комісара освіти Української СРР. Одночасно очолила Позашкільний відділ наркомату, який займався управлінням та керівництвом установ позашкільної освіти — клубами, народними будинками, бібліотеками та іншими культурно-просвітницькими організаціями.
З серпня 1919 по січень 1920 року очолювала агітаторів та інструкторські курси Політичного управління 12-ї армії РСЧА на Західному, Південному та Південно-Західному фронтах.
У 1920—1925 роках — член бюро і завідувачка агітпропом Катеринославського, Московського, Донецького, Харківського губкомів партії. У 1925—1927 роках — завідувачка підвідділу друку жіночого відділу ЦК ВКП(б). У 1927—1929 роках — редакторка газети «Всеукраїнський пролетар», заступниця редактора газети «Комуніст» в Харкові.
У 1928—1938 роках — на відповідальній роботі в Комінтерні: завідувачка відділу агітації і пропаганди Виконкому Комінтерну. У 1938—1945 роках — заступниця редактора «Історичного журналу». З 1945 року — старша наукова співробітниця Інституту марксизму-ленінізму при ЦК КПРС.
Делегат 15-17-го, 22-го з'їздів партії. Обиралася членом ВЦВК і членом ЦВК СРСР. Делегатка всіх семи конгресів Комінтерну, в 1928—1943 роках — кандидат у члени ВККІ.
Похована в Москві на Новодівочому цвинтарі.

## Нагороди та відзнаки
- Герой Соціалістичної Праці (7.03.1960)
- два ордени Леніна (8.03.1933, 7.03.1960)
- Медаль «За доблесну працю у Великій Вітчизняній війні 1941—1945 рр.»